# Marúbo
El marúbo és una llengua pano parlada al Brasil pròxim a la frontera entre el Brasil i el Perú pels marubos. Segons estimacions de 2012, hi havia 1.250 parlants, el 15 % monolingües, distribuïts entre els rius Javari, Curuçá i Ipixuna i a les ciutats d'Atalaia do Norte i Cruzeiro do Sul.